# 892 до н. е.

## Події
Після 30-літнього правління помер цар Афін Мегакл, його наступником став його син Діогнет.